# Геоморфологічне районування
Районування геоморфологічне (рос. районирование геоморфологическое, англ. geomorphological regionalization, нім. geomorphologische Rayonierung f) — виділення ділянок земної поверхні, які характеризуються відносною однорідністю рельєфу. Комплексне Р.г. інтеґрально враховує особливості морфології, генезису, геологічного віку елементів рельєфу. Р.г. базується на поняттях про морфолого-генетичні типи рельєфу. Крім того, здійснюють диференційоване Р.г. — за окремими ознаками рельєфу: за характером морфоструктури й морфоскульптури, віку рельєфу, особливостях сучасних рельєфотвірних процесів тощо. При Р.г. виділяються такі супідрядні одиниці: провінції, області, райони й т. д. Провінції — великі території, цільна геоструктурна одиниця. Області — виділяються за характерними особливостями мезорельєфу. Райони — територіально відособлені частини області.
В Україні виділяють такі геоморфологічні райони:
- Поліська низовина (Українське Полісся)
  - Волинське Полісся
  - Житомирське Полісся
  - Київське Полісся
  - Чернігівське Полісся
  - Новгород-Сіверське Полісся
- Волинська височина
- Малополіська рівнина
- Подільська височина
- Придніпровська височина
- Запорізька рівнина
- Приазовська височина
- Придніпровська низовина
  - Середньодніпровська (лівобережна) терасова рівнина
  - Полтавська акумулятивна лесова рівнина
- Середньоруська височина
- Донецька височина
  - Донецька ерозійно-денудаційна височина
- Причорноморська низовина
- Бессарабська височина, Молдавська піднесена рівнина
- Гірські споруди Криму і Карпат
  - Кримські гори
  - Українські Карпати (Передкарпатська височина, Зовнішні Карпати, Вододільно-Верховинські Карпати, Полонинсько-Чорногорські Карпати, Мармароський масив, Вулканічні Карпати)
- Закарпатська акумулятивна (алювіальна) рівнина